# دودمان یاگیلون
خاندان یاگیلون (لهستانی:Jagiellonowie؛لیتوانیایی:Jogailaičiai؛چکی:Jagellonci؛مجارستانی:Jagelló؛بلاروسی:Ягелоны) خاندانی سلطنتی در اروپای شرقی بودند که اصل و منشأ آنان سرزمین لیتوانی بود.

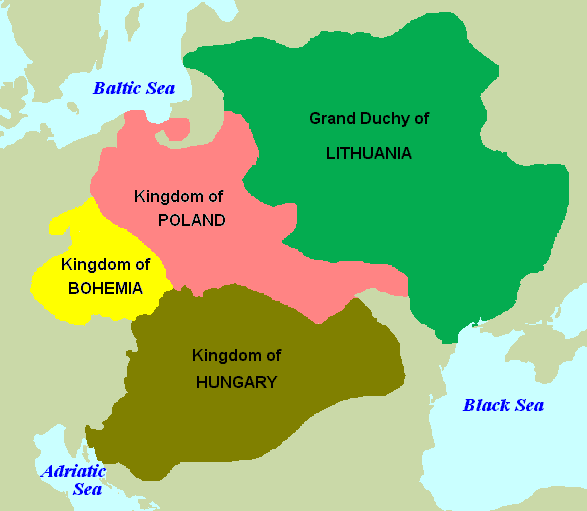
محدودهٔ فرمانروایی خاندان یاگیلون در پایان قرن ۱۵ میلادی

این خاندان قرون ۱۴ تا ۱۶ میلادی بر بیش تر اروپای مرکزی (شامل لیتوانی، بلاروس، لهستان، اوکراین، لاتویا، استونی، بخش‌هایی از روسیه، مجارستان، جمهوری چک، اسلواکی و کرواسی امروزی) حکومت می‌کردند.
اعضای این خاندان دوک‌های بزرگ لیتوانی (۱۳۷۷–۱۳۹۲ و ۱۴۴۰–۱۵۷۲)، شاهان لهستان (۱۳۸۶–۱۵۷۲)، شاهان مجارستان (۱۴۴۰–۱۴۴۴ و ۱۴۹۰–۱۵۲۶) و شاهان بوهم (۱۴۷۱–۱۵۲۶) بودند.